# Neuilly-le-Bisson
Neuilly-le-Bisson és un municipi francès situat al departament de l'Orne i a la regió de Normandia. L'any 2007 tenia 253 habitants.

## Demografia

### Població
El 2007 la població de fet de Neuilly-le-Bisson era de 253 persones. Hi havia 96 famílies de les quals 25 eren unipersonals (8 homes vivint sols i 17 dones vivint soles), 29 parelles sense fills i 42 parelles amb fills.
La població ha evolucionat segons el següent gràfic:
Habitants censats

### Habitatges
El 2007 hi havia 106 habitatges, 96 eren l'habitatge principal de la família, 8 eren segones residències i 2 estaven desocupats. Tots els 104 habitatges eren cases. Dels 96 habitatges principals, 82 estaven ocupats pels seus propietaris, 10 estaven llogats i ocupats pels llogaters i 3 estaven cedits a títol gratuït; 3 tenien una cambra, 5 en tenien dues, 14 en tenien tres, 25 en tenien quatre i 49 en tenien cinc o més. 72 habitatges disposaven pel capbaix d'una plaça de pàrquing. A 45 habitatges hi havia un automòbil i a 44 n'hi havia dos o més.

### Piràmide de població
La piràmide de població per edats i sexe el 2009 era:
| Homes | Edats   | Dones |
| ----- | ------- | ----- |
| 0     | 95 o +  | 0     |
| 0     | 90 a 94 | 0     |
| 0     | 85 a 89 | 4     |
| 0     | 80 a 84 | 0     |
| 8     | 75 a 79 | 0     |
| 0     | 70 a 74 | 4     |
| 8     | 65 a 69 | 4     |
| 0     | 60 a 64 | 8     |
| 0     | 55 a 59 | 4     |
| 4     | 50 a 54 | 0     |
| 8     | 45 a 49 | 0     |
| 8     | 40 a 44 | 4     |
| 8     | 35 a 39 | 0     |
| 12    | 30 a 34 | 8     |
| 0     | 25 a 29 | 16    |
| 0     | 20 a 24 | 0     |
| 4     | 15 a 19 | 8     |
| 8     | 10 a 14 | 0     |
| 4     | 5 a 9   | 8     |
| 4     | 0 a 4   | 8     |

## Economia
El 2007 la població en edat de treballar era de 150 persones, 123 eren actives i 27 eren inactives. De les 123 persones actives 116 estaven ocupades (67 homes i 49 dones) i 7 estaven aturades (1 home i 6 dones). De les 27 persones inactives 7 estaven jubilades, 10 estaven estudiant i 10 estaven classificades com a «altres inactius».

### Ingressos
El 2009 a Neuilly-le-Bisson hi havia 92 unitats fiscals que integraven 273 persones, la mediana anual d'ingressos fiscals per persona era de 16.351 €.

### Activitats econòmiques
Dels 7 establiments que hi havia el 2007, 1 era d'una empresa de fabricació d'altres productes industrials, 4 d'empreses de construcció, 1 d'una empresa de comerç i reparació d'automòbils i 1 d'una empresa de serveis.
Dels 3 establiments de servei als particulars que hi havia el 2009, 2 eren paletes i 1 lampisteria.
L'any 2000 a Neuilly-le-Bisson hi havia 7 explotacions agrícoles que ocupaven un total de 188 hectàrees.

## Equipaments sanitaris i escolars
El 2009 hi havia una escola elemental integrada dins d'un grup escolar amb les comunes properes formant una escola dispersa.

## Poblacions més properes
El següent diagrama mostra les poblacions més properes.